# Goodbye, Columbus
Goodbye, Columbus es el primer libro publicado por el autor estadounidense Philip Roth. El libro consiste de una novela corta y cinco cuentos. Fue publicado en 1959. Las historias narran cómo judíos-estadounidense abandonan los guetos étnicos de sus padres y abuelos para ir a la universidad, trabajar y vivir en los suburbios. El libro fue un éxito de crítica para Roth y obtuvo el National Book Award de 1960.

## Novela corta:Goodbye, Columbus
Narrada en primera persona, Goodbye Columbus' (literalmente, Adiós, Columbus) narra la historia de Neil Klugman. Neil es un inteligente egresado de la Universidad Rutgers que trabaja en la Biblioteca Pública de Newark. Vive con su tía Gladys y su tío Max en un barrio de clase trabajadora en Newark. Un verano, Neil conoce y se enamora de Brenda Patimkin, una estudiante del Radcliffe College que proviene de una familia adinerada que vive en el vecindario de clase alta de Short Hills. La novela explora el nivel de clasismo que afecta a la relación, a pesar de que el padre de Brenda, Ben, proviene del mismo ambiente que Neil. También se explora el nivel de asimilación de los personajes, ya que Brenda esta mucho más asimilada que Neil. El título de la obra hace referencia a un disco de vinilo que el hermano de Brenda escucha sobre sus años como un atleta en la Universidad Estatal de Ohio, otra prueba de la asimilación de los Patimkin. Con el tiempo, Neil descubre que su relación con Brenda se está desmoronando. Finalmente, se descubre que lo que ambos sienten no es amor, sino lujuria, por lo que se separan.
Goodbye, Columbus fue adaptada en una película homónima en 1969. Fue protagonizada por Richard Benjamin como Neil y Ali MacGraw como Brenda.

## Cuentos

### «The Conversion of the Jews»
«The Conversion of the Jews» (literalmente, «La conversión de los judíos») narra la historia Ozzie Freedman, un judío-estadounidense de 13 años, que asedia a su maestro, el rabino Binder, con preguntas inapropiadas como por qué Dios le dio un hijo a la Virgen María sin haber tenido relaciones sexuales. La madre de Ozzie, a pesar de que lo quiere mucho, no puede entender porque su hijo sigue metiéndose en problemas. Durante una discusión, ella lo golpea en la cara. En la escuela, las continuas preguntas de Ozzie hacen que el rabino crea que es un rebelde. A pesar de los regaños, Ozzie sigue con sus preguntas y Binder lo golpea accidentalmente en la cara, lo que hace que su nariz sangre. Ozzie le dice que es un bastardo, huye al techo de la sinagoga en la cual las clases son impartidas y amenaza a todos con saltar. El rabino y sus pupilos salen y tratan de convencerlo de que no salte. Mientras tanto, la madre de Ozzie llega al lugar. Ozzie les dice que va a saltar a menos de que todos se hinquen y admitan que Dios puede engendrar a una mujer sin tener sexo y que todos diga que creen en Jesucristo. Posteriormente, les dice que ninguno de ellos debería golpear a nadie por Dios.

### «Defender of the Faith»
«Defender of the Faith» (literalmente, «Defensor de la fe») narra la historia de un sargento judío del Ejército de los Estados Unidos que trata de resistirse a las manipulaciones de un cadete judío que quiere aprovecharse de su correligionario.

### «Epstein»
«Epstein» cuenta la historia de un hombre judío de 59 años que se da cuenta de que al aceptar las responsabilidades de su trabajo, del matrimonio y de la paternidad no ha aprovechado su vida y decide tener un amorío con otra mujer.

### «You Can't Tell a Man by the Song He Sings»
El narrador describe los eventos que llevaron a conocer a Alberto Pelagutti, un niño rebelde en su escuela secundaria.

### «Eli, the Fanatic»
«Eli, the Fanatic» (literalmente, «Eli, el fanático») cuenta la historia de una comunidad de judíos asimilados que teme que sus relaciones con los gentiles sean afectadas por el establecimiento de una yeshivá ortodoxa en el vecindario.